# El Delirio
El Delirio är en ort i Mexiko.   Den ligger i kommunen Yajalón och delstaten Chiapas, i den sydöstra delen av landet, 800 km öster om huvudstaden Mexico City. El Delirio ligger 1 239 meter över havet och antalet invånare är 125.
Terrängen runt El Delirio är kuperad åt nordost, men åt sydväst är den bergig. Runt El Delirio är det ganska tätbefolkat, med 67 invånare per kvadratkilometer. Närmaste större samhälle är Yajalón, 8,0 km öster om El Delirio. I omgivningarna runt El Delirio växer i huvudsak städsegrön lövskog.